# جيف ماكدونالد
جيف ماكدونالد (بالإنجليزية: Geoff Macdonald)‏ هو لاعب كرة مضرب أمريكي، ولد في 5 يونيو 1958.

## وصلات خارجية
- جيف ماكدونالد على موقع رابطة محترفي التنس (الإنجليزية)
- جيف ماكدونالد على موقع الاتحاد الدولي لكرة المضرب (الإنجليزية)
- جيف ماكدونالد على موقع خلاصة التنس.كوم (الإنجليزية)